# Skælskør Station
Skælskør Station er en nedlagt dansk jernbanestation i Skælskør.

## Galleri
- Wikimedia Commons har flere filer relateret til Skælskør Station

- Gammelt pakhus.
- Det halvvejs overgroede sporareal, før det blev fjernet.
- Sporene blev fjernet i 2011.
- Omstigningsklubben holdt til i den gamle remise.
- Sporvogn på den nu fjernede havnebane.
- Busterminal ved stationsbygningen.

55°15′1.94″N 11°17′32.56″Ø / 55.2505389°N 11.2923778°Ø